# Kayane
Marie-Laure Norindr, alias Kayane, née le 17 juin 1991 à Paris, est une joueuse professionnelle de jeu vidéo française.
Elle pratique plusieurs jeux de combat en tournoi, essentiellement des séries SoulCalibur, Dead or Alive et Street Fighter. En plus de sa carrière de joueuse, elle est connue pour être animatrice de télévision sur la chaîne Game One.

## Biographie
D’ascendance laotienne et vietnamienne, Marie-Laure Norindr naît à Paris le 17 juin 1991 et grandit à Argenteuil (Val-d'Oise).
Kayane joue à SoulCalibur dès l’âge de 7 ans. Elle participe à son premier tournoi à l’âge de 9 ans et se classe vice-championne de France de Dead or Alive 2, puis vice-championne de France de SoulCalibur l'année suivante. À l'âge de 12 ans, elle représente l’équipe de France au grand tournoi mondial World Games Cup à SoulCalibur II en équipe et la France se classe vice-championne du monde en équipe et solo. Au tournoi mondial solo, elle se classe 4e du monde sur 128 participants. Elle gagne aussi cette même année son premier gros tournoi, contre DTN, le vice-champion du monde de SoulCalibur II, sur un score de 10-5. Elle a ensuite étoffé son palmarès sur la scène française pour peu à peu étendre sa participation à des tournois à l’étranger. Le premier aura été le tournoi mondial Evolution Championship Series en 2009 à Las Vegas, à SoulCalibur IV, où elle se classe 9e au monde. De retour à l'Evolution Championship Series en 2010, elle obtient le titre de championne du monde féminine de Super Street Fighter IV à l’evolution 2010 à Las Vegas. En janvier 2012, l’édition 2012 du livre Guinness des records lui attribue le record féminin mondial du nombre de podiums (top 3) au cours de compétitions de jeux de combats, avec le score de 42 occurrences. Courant 2012, elle a participé à trois reprises au tournoi Major League Gaming aux États-Unis, se classant respectivement 7e, puis 2e et enfin 3e au MLG Arena (qui regroupe le top 8 du dernier tournoi), et s’assure une 2e place au CEO d’Orlando, toujours sur SoulCalibur V.
Dans les années 2010, elle organise des Kayane Sessions : des rencontres visant à réunir un grand nombre de joueurs de jeux de combats pour favoriser l’entraide communautaire et inciter des nouveaux venus à jouer et progresser en groupe. Ces journées, organisées environ tous les deux mois, regroupent une centaine de joueurs environ dans des lieux parisiens, ou encore la tête dans les nuages (fin 2013).
Les personnages que joue Kayane sont par affinité et sensation de proximité toujours féminins : Xianghua, 2B Viola et Leixia, Chun-Li, Lili, Alisa, Xiaoyu, Kokoro, Ayane et Kasumi.
Kayane est devenue dans les années 2010 une interlocutrice fréquente sur des sujets de société liés aux jeux vidéo. Régulièrement invitée à des événements nationaux (conventions de jeux vidéo et d'animes), elle mène aussi des entretiens avec des personnalités du secteur, tels que des développeurs de jeux de combat comme Katsuhiro Harada (producteur de Tekken), Hisaharu Tago et Daishi Odashima (producteurs de SoulCalibur), ou Yohei Shimbori et Yosuke Hayashi (producteurs de Dead or Alive). Cela lui vaut d'apparaître brièvement à plusieurs reprises dans des jeux : elle est ainsi un personnage jouable du jeu Streets of Fury EX (2015) ; du jeu No Straight Roads (2020), dans lequel elle joue son propre rôle, prêtant son nom, ses traits et sa voix à un PNJ à qui l'on peut parler à différents moments du jeu ; et elle apparaît sur une affiche de publicité dans le jeu vidéo Cyberpunk 2077.
Dans SoulCalibur: Broken Destiny, les joueurs ont la possibilité de personnaliser les personnages, Namco Bandai Games en intègre directement un nommé « Kayane » pour rendre hommage à la championne, ce que l'éditeur fait à nouveau plus tard dans SoulCalibur V. Lors du lancement de SoulCalibur V début 2012, Namco Bandai Games a également emprunté son image aux côtés du champion de SoulCalibur IV « Scud » afin de réaliser une campagne de communication presse et internet tournée vers les joueurs.

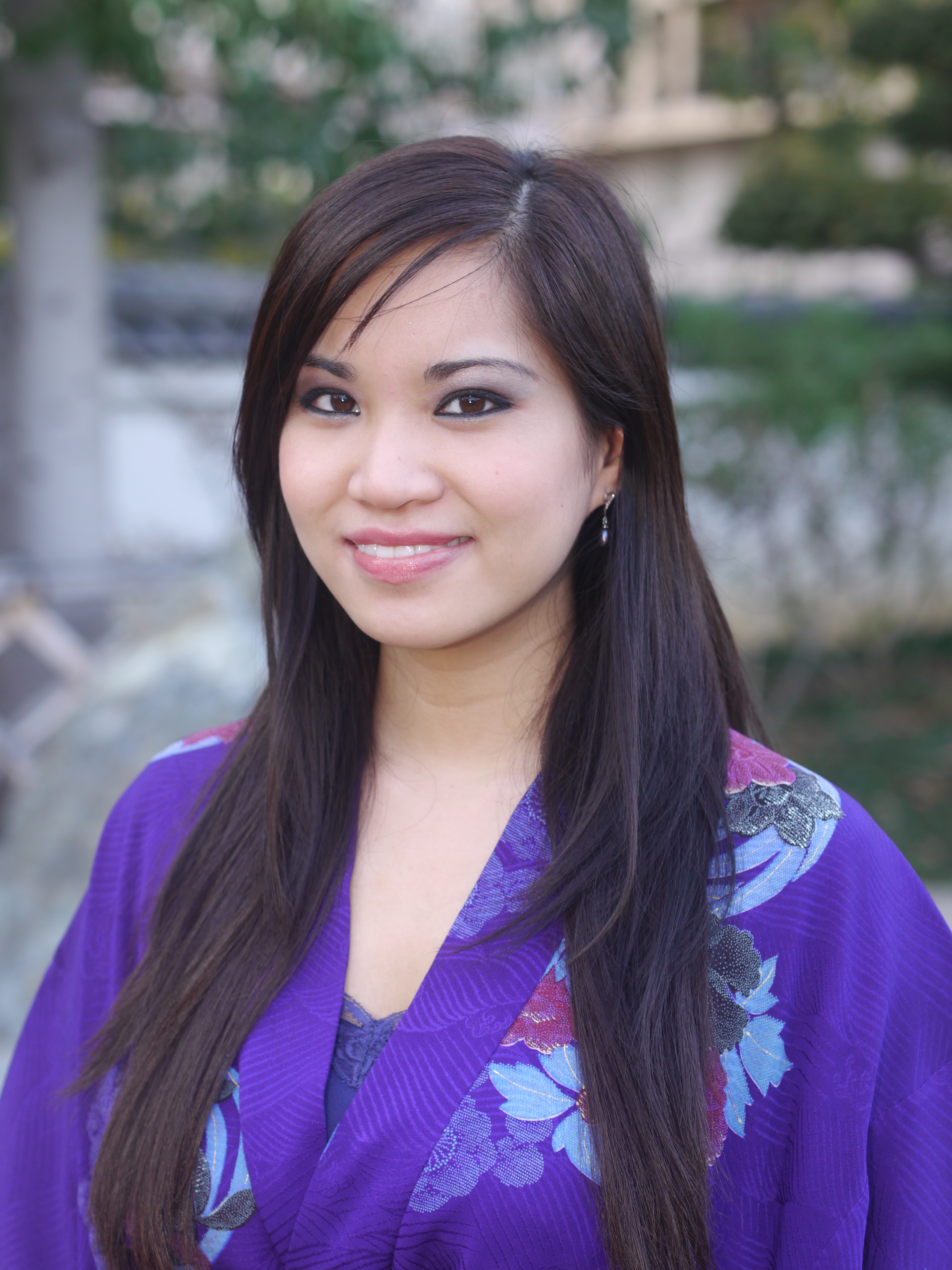
Kayane en 2013.

Invitée au débat de Marcus sur la chaîne Game One en fin d’année 2012, Kayane est retenue aux côtés de l’animateur pour coprésenter régulièrement l’émission en tant que journaliste spécialiste du jeu vidéo de compétition. En octobre 2013, la chaîne annonce une émission 100 % consacrée au sport électronique préparée et présentée par Kayane.
Kayane est choisie comme ambassadrice de l'e-sport français par le gouvernement français en 2016. Le 7 avril 2016 sort son autobiographie Kayane : parcours d'une e-combattante, publiée par 404 Éditions. Elle y raconte son parcours depuis sa première convention jusqu'à sa carrière actuelle.
Elle développe une collaboration avec Nacon France (août 2018) concernant l'amélioration des performances et de la réactivité du jeu « Daija Arcade Stick » sous licence officielle Sony Interactive Entertainment Europe pour Playstation 4 (PS4TM).
En mars 2020, elle devient l'ambassadrice d'ADN, une plateforme de streaming d'anime, avec laquelle elle lance une émission hebdomadaire.

## Palmarès
| Année | Tournoi                                                        | Jeu                     | Lieu                      | Place  |
| ----- | -------------------------------------------------------------- | ----------------------- | ------------------------- | ------ |
| 2020  | Evo Japan 2020                                                 | SoulCalibur VI          | Tokyo, Japon              | 17e    |
| 2019  | UFA 2019                                                       | SoulCalibur VI          | Paris, France             | 5e     |
| 2019  | Celtic Throwdown 2019                                          | SoulCalibur VI          | Dublin, Irlande           | 1re    |
| 2019  | Weds Night Fights 2019                                         | SoulCalibur VI          | Californie, États-Unis    | 5e     |
| 2019  | EVO 2019                                                       | SoulCalibur VI          | Las Vegas, États-Unis     | 7e     |
| 2018  | EVO 2018                                                       | SoulCalibur VI          | Las Vegas, États-Unis     | 5e     |
| 2018  | Nantarena                                                      | SoulCalibur VI          | Nantes, France            | 2e     |
| 2018  | TheMixUp (Exhibit Tournament)                                  | SoulCalibur VI          | Lyon, France              | 2e     |
| 2018  | NEC (Solo Tournament)                                          | SoulCalibur VI          | Philadelphie, États-Unis  | 4e     |
| 2018  | Yuzu Winter Clash                                              | SoulCalibur VI          | Paris, France             | 3e     |
| 2018  | Summer Jam                                                     | SoulCalibur VI          | Philadelphie, États-Unis  | 13e    |
| 2018  | Dojo Night                                                     | SoulCalibur VI          | Birmingham, Royaume-Uni   | 3e     |
| 2018  | Ring Out                                                       | SoulCalibur VI          | San Francisco, États-Unis | 1re    |
| 2017  | LVB                                                            | Tekken VII              | Bordeaux, France          | Top 16 |
| 2017  | Beat By 38                                                     | Tekken VII              | Grenoble, France          | 3e     |
| 2016  | Rep Of Fighters (Team Tournament)                              | Street Fighter V        | Paris, France             | 1re    |
| 2016  | Rep Of Fighters (Solo Tournament)                              | Street Fighter V        | Paris, France             | Top 16 |
| 2016  | LVB                                                            | SoulCalibur II          | Bordeaux, France          | 2e     |
| 2016  | LVB                                                            | Street Fighter V        | Bordeaux, France          | Top 16 |
| 2015  | Stunfest                                                       | SoulCalibur V           | Rennes, France            | Top 16 |
| 2015  | Gamers Assembly                                                | Ultra Street Fighter IV | Poitiers, France          | 9e     |
| 2015  | After Player                                                   | Ultra Street Fighter IV | Cannes, France            | Top 4  |
| 2014  | Soul Arena (Team Tournament)                                   | SoulCalibur V           | Paris, France             | 1re    |
| 2014  | Soul Arena (Solo Tournament)                                   | SoulCalibur V           | Paris, France             | 2e     |
| 2014  | DreamHack Winter 2014                                          | Ultra Street Fighter IV | Jönköping, Suède          | 9e     |
| 2013  | Xbox One Tour                                                  | Killer Instinct         | Paris, France             | 1re    |
| 2013  | Japan Arcade Team 3v3                                          | SoulCalibur V           | Tokyo, Japon              | 3e     |
| 2013  | EVO 2013 Side Event                                            | SoulCalibur V           | Las Vegas, États-Unis     | 7e     |
| 2012  | Stun Academy                                                   | Dead or Alive 5         | Paris, France             | 5e     |
| 2012  | E3 - IGN Pro League                                            | Dead or Alive 5         | Los Angeles, États-Unis   | 5e     |
| 2012  | Super Arcade USA Tougeki Qualifier                             | SoulCalibur V           | Los Angeles, États-Unis   | 1re    |
| 2012  | Bar Fight                                                      | SoulCalibur V           | Philadelphie, États-Unis  | 2e     |
| 2012  | CEO                                                            | SoulCalibur V           | Orlando, États-Unis       | 2e     |
| 2012  | Major League Gaming Summer Championship                        | SoulCalibur V           | Los Angeles, États-Unis   | 2e     |
| 2012  | Major League Gaming Spring Arena (TOP8 Tournament)             | SoulCalibur V           | New York, États-Unis      | 3e     |
| 2012  | Soul Arena #6                                                  | SoulCalibur V           | Paris, France             | 2e     |
| 2012  | Soul Arena #4                                                  | SoulCalibur V           | Paris, France             | 2e     |
| 2012  | Stunfest (Team Tournament)                                     | SoulCalibur V           | Rennes, France            | 2e     |
| 2012  | Major League Gaming Winter Championship                        | SoulCalibur V           | Columbus, États-Unis      | 7e     |
| 2012  | World Game Cup (World Team Tournament as Team France)          | SoulCalibur V           | Cannes, France            | 1re    |
| 2012  | World Game Cup (Team Tournament)                               | SoulCalibur V           | Cannes, France            | 1re    |
| 2012  | World Game Cup (Solo Tournament)                               | SoulCalibur V           | Cannes, France            | 5e     |
| 2012  | SoulCalibur V Launch Event                                     | SoulCalibur V           | Paris, France             | 1re    |
| 2012  | SoulCalibur V Official Qualifier Tournament for French Finals  | SoulCalibur V           | Paris, France             | 1re    |
| 2011  | World Game Cup 3v3                                             | Super Street Fighter IV | Cannes, France            | 2e     |
| 2011  | World Game Cup (Solo Master Series)                            | Super Street Fighter IV | Cannes, France            | 3e     |
| 2011  | World Game Cup 3v3                                             | SoulCalibur IV          | Cannes, France            | 2e     |
| 2011  | World Game Cup 5v5                                             | SoulCalibur IV          | Cannes, France            | 3e     |
| 2011  | World Game Cup (Solo Tournament)                               | SoulCalibur IV          | Cannes, France            | Top 8  |
| 2011  | Beat By Contest World (Solo Tournament)                        | Super Street Fighter IV | Lausanne, Suisse          | Top 11 |
| 2011  | Beat By Contest World (Team Tournament)                        | Super Street Fighter IV | Lausanne, Suisse          | Top 16 |
| 2010  | Bushido Impact XIV Team 2vs2                                   | Super Street Fighter IV | Paris, France             | 3e     |
| 2010  | Super Versus Battle Team (European Tournament)                 | SoulCalibur IV          | Londres, Royaume-Uni      | 2e     |
| 2010  | Super Versus Battle Team (European Tournament)                 | Super Street Fighter IV | Londres, Royaume-Uni      | 3e     |
| 2010  | Evolution Women Invitational (World Tournament)                | Super Street Fighter IV | Las Vegas, États-Unis     | 1re    |
| 2010  | Stunfest                                                       | SoulCalibur IV          | Rennes, France            | 3e     |
| 2010  | Gnouz Ranking 1 Saison 3                                       | SoulCalibur IV          | Paris, France             | 2e     |
| 2010  | World Game Cup                                                 | SoulCalibur IV          | Cannes, France            | 9e     |
| 2010  | Bushido Nibaï Impact 3                                         | SoulCalibur IV          | Paris, France             | 1re    |
| 2010  | Bushido Impact 2 Saison 1                                      | SoulCalibur IV          | Paris, France             | 4e     |
| 2009  | Bushido Impact 1 Saison 1 Team                                 | SoulCalibur IV          | Paris, France             | 1re    |
| 2009  | Bushido Impact 1 Saison 1                                      | SoulCalibur IV          | Paris, France             | 7e     |
| 2009  | Gnouz Ranking 6 Saison 2                                       | SoulCalibur IV          | Paris, France             | 9e     |
| 2009  | Gnouz Ranking 5 Saison 2                                       | SoulCalibur IV          | Paris, France             | 1re    |
| 2009  | Cup Console Sports League                                      | SoulCalibur IV          | Paris, France             | 1re    |
| 2009  | Game in Chelles                                                | SoulCalibur IV          | Paris, France             | 4e     |
| 2009  | Gnouz Ranking Resurrection                                     | SoulCalibur IV          | Paris, France             | 5e     |
| 2009  | Evolution (World Solo Tournament)                              | SoulCalibur IV          | Las Vegas, États-Unis     | 9e     |
| 2009  | Nationals (World Tournament)                                   | SoulCalibur IV          | Denver, États-Unis        | 17e    |
| 2009  | Internationals (World Tournament)                              | SoulCalibur IV          | Denver, États-Unis        | 7e     |
| 2008  | Gnouz Ranking 3 Saison 2 Team                                  | SoulCalibur IV          | Paris, France             | 1re    |
| 2008  | Gnouz Ranking 3 Saison 2 Solo                                  | SoulCalibur IV          | Paris, France             | 3e     |
| 2008  | Gnouz Ranking 2 Saison 2 Team                                  | SoulCalibur IV          | Paris, France             | 2e     |
| 2008  | Gnouz Ranking 2 Saison 2 Solo                                  | SoulCalibur IV          | Paris, France             | 5e     |
| 2008  | Gnouz Ranking 1 Saison 2                                       | SoulCalibur IV          | Paris, France             | 9e     |
| 2008  | Japan Expo                                                     | SoulCalibur IV          | Paris, France             | 2e     |
| 2007  | Gnouz Ranking 5 Saison 1                                       | SoulCalibur III         | Paris, France             | 3e     |
| 2007  | Gnouz Ranking 4 Saison 1                                       | SoulCalibur III         | Paris, France             | 3e     |
| 2007  | Gnouz Ranking 3 Saison 1                                       | SoulCalibur III         | Paris, France             | 5e     |
| 2007  | Gnouz Ranking 2 Saison 1                                       | SoulCalibur III         | Paris, France             | 1re    |
| 2007  | Gnouz Ranking 1 Saison 1                                       | SoulCalibur III         | Paris, France             | 1re    |
| 2007  | E-games                                                        | SoulCalibur III         | Toulouse, France          | 1re    |
| 2006  | World Game Cup World (Solo Tournament)                         | SoulCalibur III         | Cannes, France            | 3e     |
| 2006  | World Game Cup World (Team Tournament)                         | SoulCalibur III         | Cannes, France            | 2e     |
| 2006  | Gnouz Calibur Contest                                          | SoulCalibur III         | Paris, France             | 2e     |
| 2005  | Monde du jeu                                                   | SoulCalibur II          | Paris, France             | 1re    |
| 2004  | World Game Cup (World Solo Tournament)                         | SoulCalibur II          | Cannes, France            | 4e     |
| 2004  | World Game Cup (World Team Tournament As a Team France member) | SoulCalibur II          | Cannes, France            | 2e     |
| 2004  | Japan Expo                                                     | SoulCalibur II          | Paris, France             | 2e     |
| 2004  | World Cyber Games                                              | SoulCalibur II          | Paris, France             | 2e     |
| 2004  | Event                                                          | SoulCalibur II          | Paris, France             | 1re    |
| 2004  | Esiée                                                          | SoulCalibur II          | Paris, France             | 1re    |
| 2003  | Monde du Jeu                                                   | SoulCalibur II          | Paris, France             | 2e     |
| 2003  | Cartoonist (Team Tournament)                                   | SoulCalibur II          | Paris, France             | 1re    |
| 2003  | Japan Expo                                                     | SoulCalibur II          | Paris, France             | 3e     |
| 2002  | Salon de l'imaginaire                                          | SoulCalibur             | Paris, France             | 3e     |
| 2002  | Monde du Jeu (Solo Tournament)                                 | SoulCalibur             | Paris, France             | 1re    |
| 2002  | Monde du Jeu (Team Tournament)                                 | SoulCalibur             | Paris, France             | 1re    |
| 2002  | Fan Festival (Team Tournament)                                 | SoulCalibur             | Paris, France             | 1re    |
| 2002  | Fan Festival (Solo Tournament)                                 | SoulCalibur             | Paris, France             | 2e     |
| 2001  | Epita                                                          | Dead or Alive 2         | Paris, France             | 2e     |
| 2001  | BD Expo                                                        | Dead or Alive 2         | Paris, France             | 2e     |

### Portraits et interviews
- Interview de Kayane par Esports France en 2007
- Kayane Reine des combats : Par le Point.fr à l'occasion de la journée de la Femme - le 8 mars 2012
- Portrait de Kayane par Inesportwetrust.com - 20 mars 2013
- Portrait complet de Kayane réalisé par Millenium - 8 juin 2013
- Kayane Interviewée au Tokyo Game Show par Gameblog - 30 septembre 2013
- Ian Walker, The Queen Of Soulcalibur Is Back, 21 août 2018, Kotaku.
- Assia Hamdi, Kayane : « Il faut plus d'équipes mixtes dans le jeu vidéo », 23 septembre 2021, 20 minutes.